# Marruecos en los Juegos Olímpicos de Albertville 1992
Marruecos estuvo representado en los Juegos Olímpicos de Albertville 1992 por un total de doce deportistas, diez hombres y dos mujeres, que compitieron en dos deportes.
El equipo olímpico marroquí no obtuvo ninguna medalla en estos Juegos.